# Arcangela Tarabotti
Arcangela Tarabotti (24. února 1604 – 1652) byla italská spisovatelka, která byla pokládána za nejučenější Italku 17. století.

## Život
Elena Cassandra Tarabotti se narodila jako nejstarší z devíti dětí v rodině Stefana Tarabotti a jeho manželky Marie, rozené Cadena. Když jí bylo jedenáct let, poslala jí rodina na výchovu do benediktýnského kláštera sv. Anny v Benátkách, kam také později pod nátlakem své rodiny vstoupila. Její nejslavnější práce je spis Otcovská tyranie, ve kterém kritizuje to, že dívky jsou nuceny vstupovat do kláštera proti své vůli. Spis vyšel v Nizozemí a téměř okamžitě se dostal na seznam zakázaných knih.

## Dílo
- La tirannia paterna (Otcovská tyranie),
- L'inferno monacale (Klášterní peklo),
- Il paradiso monacale (Klášterní ráj),
- Antisatira in risposa al lusso donnesco (Antisatira jako odpověď),
- Lettere familiare e di complimento (sbírka dopisů, jediné dílo, které publikovala pod svým jménem),
- Che le donne siano della spezie degli uomini (O tom, že ženy jsou lidmi),
- La semplicita ingannata (Podvedená naivka, přepracovaná verse Otcovské tyranie)